# Leeds City Varieties
Leeds City Varieties — мюзик-холл, входящий в список памятников архитектуры Соединённого Королевства, в Лидсе, Западный Йоркшир, Англия.

## История
Leeds City Varieties был построен в 1865 году как пристройка к гостинице White Swan Inn на Суон-стрит архитектором Джорджем Смитом для Чарльза Торнтона. Наряду с лондонскими Хокстон-холлом и мюзик-холлом Уилтона это редкий сохранившийся пример мюзик-холла викторианской эпохи. Интерьер представляет собой длинный прямоугольник с чугунными колоннами с капителями, поддерживающими два арочных балкона, верхний ярус которых претерпел незначительные изменения в 1880-х годах. Гипсовые женские бюсты, фестоны и медальоны украшают балконы, а над сценой располагается трёхцентровая арка авансцены, увенчанная королевским гербом.
Театр был основан владельцем местного паба и благотворителем Чарльзом Торнтоном и первоначально назывался «Thornton’s New Music Hall and Fashionable Lounge» («Новый мюзик-холл Торнтона и модный лаундж»). Впоследствии название было изменено на «White Swan Varieties», затем на «Stansfield’s Varieties», и далее City Palace of Varieties. Среди выступавших там артистов можно выделить Чарли Чаплина, Мари Ллойд и Гудини.
В период с 1953 по 1983 год театр приобрел национальную известность как место проведения телепрограммы BBC «Старые добрые времена», воссоздающей традиции мюзик-холла с Леонардом Саксом в качестве председателя и многими известными и менее известными исполнителями. В зале по-прежнему проходят живые выступления мюзик-холла «Старые добрые времена» весной и осенью, а также пантомимы и регулярная программа комедийных и музыкальных концертов.
City Varieties получил средства от лотереи «Наследие» на капитальный ремонт и реставрацию. Театр закрылся на ремонт в январе 2009 года и вновь открылся в сентябре 2011 года. Театр теперь вмещает 467 человек, а балконы закрыты для публики, что дает место для дополнительного освещения.